# Gelugur
Gelugur is een bestuurslaag in het regentschap Sumenep van de provincie Oost-Java, Indonesië. Gelugur telt 854 inwoners (volkstelling 2010).